# Angelica brevicaulis
Angelica brevicaulis là một loài thực vật có hoa trong họ Hoa tán. Loài này được (Rupr.) B.Fedtsch. mô tả khoa học đầu tiên năm 1909.